# فرار به‌سوی پیروزی
فرار به‌سوی پیروزی (به انگلیسی: Escape to Victory) فیلمی محصول سال ۱۹۸۱ شرکت آمریکایی سینما پارامونت است.این فیلم از معدود فیلمهای انگشت شمار خارجی بود که در دهه شصت شمسی و با قانون ممنوعیت اکران فیلمهای غیر ایرانی توسط وزارت ارشاد وقت، در ایران نمایش گسترده و موفقی داشت.

## پیرنگ
در سال ۱۹۴۱ شماری از اسرای متفقین پیشنهاد افسران آلمانی برای یک بازی فوتبال میان متفقین و تیم ملی آلمان را می‌پذیرند. مسابقه قرار است در پاریس برگزار شود و گروه‌های مقاومت تصمیم می‌گیرند بازیکنان تیم متفقین را بین دو نیمه فراری بدهند.